# Chick Harbert
Melvin Robert "Chick" Harbert, född 20 februari 1915 i Dayton i Ohio, död 1 september 1992, var en amerikansk professionell golfspelare.
Harbert började att spela golf när han var tre år gammal och när han var sex år gammal följde han med sin far till en uppvisningsmatch där bland annat Chick Evans deltog. Evans såg den sexårige pojken med klubban och frågade honom om han kunde träffa bollen med den. Hans far bad Evans att peka ut ett mål som pojken skulle träffa. Melvin slog fem bollar och alla landade inom 1,5 meter från målet. Melvin fick då spela i nio hål med Evans och på ett par 3-hål gjorde han birdie. Melvin fick då smeknamnet Little Chick efter Chick Evans.
Han blev som 20-åring den yngste spelaren i US Opens historia då han ställde upp i tävlingen 1935, ett rekord som stod sig tills Jack Nicklaus debuterade som 16-åring 1956.
Harbert vann tre stora amatörtävlingar innan han blev professionell. 1937 vann han Michigan Open på 268 slag, vilket var 18 slag bättre än tvåan. Han vann även Trans-Mississippi Amateur och gick till kvartsfinal i U.S. Amateur innan han blev professionell. Under de två första åren på PGA-touren vann han tre tävlingar innan han tog värvning. Han tillbringade fyra år i armén under andra världskriget och efter kriget vann han ytterligare sex PGA-tävlingar.
Han vann majortävlingen PGA Championship 1954 på Keller Golf Club i Saint Paul i Minnesota. I finalen besegrade han Walter Burkemo med 4-3. Han kom till final i tävlingen ytterligare två gånger men förlorade 1947 mot Jim Ferrier och 1952 mot Jim Turnesa.
Han spelade i det amerikanska Ryder Cup-laget 1949 och 1955 var han spelande kapten.
| Majorsegrare genom tiderna                                                                                      |               |               |            |                  |
| 200 olika spelare har vunnit i herrarnas majortävlingar. Chick Harbert var den 93:e spelaren som vann en major. |               |               |            |                  |
| 1:a | 92:a          | 93:e          | 94:e       | 200:e            |
| Willie Park Sr                                                                                                  | Peter Thomson | Chick Harbert | Jack Fleck | Louis Oosthuizen |
| Lista över golfens majorsegrare                                                                                 |               |               |            |                  |